# سعید عبادتیان
سعید عبادتیان متخلص به بانان (۱۶ تیر ۱۳۴۲ در گواور، گیلانغرب -) شاعر کرد اهل ایران، و از پیشگامان شعر کردی جنوبی است.

## زندگی
سعید عبادتیان در ۱۶ تیر سال ۱۳۴۲ در گواور در شهرستان گیلانغرب در استان کرمانشاه به دنیا آمد. او تا ۵ سالگی به همراه خانواده‌اش زندگی روستایی داشته و از آن زمان به شهر گیلانغرب آمده و ساکن می‌شوند. عبادتیان در گیلانغرب از سال ۱۳۵۰ به دبستان مهرگان می‌رود. او تحت تأثیر فرهنگ شعر فولکلور کردی قرار گرفت و با تأثیرپذیری از مهارت پدرش در روایت داستان‌های حماسی و عاشقانهٔ کُردی و نیز دایی‌اش که نوازندهٔ شمشال بود، از سنین کودکی به شعر علاقه نشان داد. پایان دوران ابتدایی عبادتیان با وقوع انقلاب بهمن ۱۳۵۷ مصادف می‌شود و فضای سیاسی آن زمان سبب می‌شود وی نخستین شعر خود را در ۱۲ سالگی بسراید. عبادتیان از دههٔ ۶۰ خورشیدی به صورت جدی به فعالیت حرفه‌ای در زمینهٔ ادبیات پرداخته‌است. عبادتیان تخلص «بانان» را برای خود برگزیده است که در زبان کردی جنوبی به معنای آینده است. آثار وی تاکنون در قالب یک مجموعه به زبان فارسی یا زبان دیگری ترجمه نشده‌اند، با این حال چند شعر از وی به صورت پراکنده به فارسی ترجمه شده که می‌توان به ترجمهٔ شعر «گنجشک‌ها» توسط بابک دولتی اشاره کرد. همچنین تعدادی از اشعار عبادتیان توسط شهریار امینی به فارسی برگردانده شده‌است. وی در سال ۱۳۷۰ ازدواج کرد و به مدت ۲۸ سال کارمند امور عشایری گیلانغرب بود.
سعید عبادتیان چندین شعر از فدریکو گارسیا لورکا را نیز از متن فارسی به کردی جنوبی ترجمه کرده و به صورت آلبوم صوتی و نیز کتاب منتشر کرده‌است. این ترجمه‌ها از روی متن برگردان احمد شاملو انجام گرفته‌است.
کتاب ساڵه‌یل له کیس چی (به فارسی: سال‌های از دست رفته) ۳۲ قطعه شعر نو به کُردی جنوبی را در بر می‌گیرد که منتخبی از اشعار عبادتیان طی سال‌های سال‌های ۱۳۶۹ تا ۱۳۸۶ خورشیدی است.

## سبک شعری
اشعار سعید عبادتیان مملو از آرایه‌های ادبی به منظور توصیف طبیعت و استعاره‌های طبیعت‌گرایانه است. به همین دلیل از سعید عبادتیان به عنوان شاعری رمانتیک یاد می‌شود که از سنت شعر کلاسیک کردی جدا شده و هم در معنا و هم در فرم متعارف شعر سنتی کردی جنوبی دست به نوآوری و ابتکار زده‌است. سبک شعری عبادتیان همچنین با موسیقی پیوند خورده و سبکی غنایی به‌شمار می‌آید.

## آثار

### کتاب شعر
- عبادتیان، سعید، هه له لام بۊد، گومد کردم (درست در کنارم بودی، گمت کردم)، کرمانشاه: [بی‌نا]، چاپ سوم: ۱۳۸۸.[۹]
- عبادتیان، سعید، ساڵه‌یل له کیس چی (سال‌های از دست رفته)، تهران: همایش دانش، ۱۳۹۰.[۸]
- عبادتیان، سعید، ئه‌وریشم زامه‌گان (ابریشم زخم‌ها)، کرمانشاه: دیباچه‏‫، ۱۳۹۹. ‬
- عبادتیان، سعید، وا دره‌و که‌ن ده‌سه‌یل م (دستانم باد درو می‌کنند)، کرمانشاه: دیباچه‏‫، ۱۳۹۹. ‬

### ترجمهٔ شعر
- گ‍ارس‍ی‍ا ل‍ورک‍ا، ف‍دری‍ک‍و، خاڵێگ وه شوون سێ زام: وه‌رگێڕان کوردی، وه‌رگێڕان سه‌عید عباده‌تیان (بانان)، ایلام: باشور، ۱۳۹۸.

### آلبوم صوتی
- مه‌یله‌م وه جی (ترکم مکن)، آهنگسازی و تنطیم عبدالرضا تنهایی با صدای قباد پاکنِزاد، مؤسسهٔ فرهنگی هنری هزارآوای چکامه.
- داخ ده‌وران (حسرت روزگار)، آهنگسازی و تنظیم از خشایار رشیدی، با همکاری گروه تنبور نوازان چنگ رام، شرکت سروه تنبور.
- ته‌نیا داخه ک ئاخ کیشێ (تنها حسرت است که آه می‌کشد)، دکلمه اشعار لورکا، ترجمهٔ سعید عبادتیان، تنظیم از محسن صفاریان.